# Fredrik Dversnes
Fredrik Dversnes (født 20. marts 1997 i Egersund) er en cykelrytter fra Norge, der er på kontrakt hos Uno-X Mobility.